# 近代映画協会
株式会社近代映画協会（きんだいえいがきょうかい）は、日本の映画会社である。1950年（昭和25年）、新藤兼人、吉村公三郎、殿山泰司らが設立した。

## 略歴・概要
1947年（昭和22年）の『安城家の舞踏会』以降、新藤と吉村は松竹で脚本家・映画監督としてコンビを組んでいた。しかし1949年（昭和24年）に2人の手がけた『森の石松』『真昼の円舞曲』『春雪』が興行的に失敗したため、次回作として用意していた『肉体の盛装』の製作を拒否され、会社からコンビ解消を迫られた。そのため2人は1950年（昭和25年）3月に松竹を退社。独立の噂を聞きつけた松竹京都撮影所の映画プロデューサーの絲屋寿雄、松竹と契約していた俳優の殿山泰司、そして第一協団の山田典吾も加わり、この5人で同月中に近代映画協会を結成した（会社としての設立日は同年7月31日）。
設立第1作は、大映との提携作品『戦火の果て』（絲屋がプロデュース、新藤脚本・吉村監督、水戸光子・森雅之主演）で、同年9月16日に劇場公開された。続いて懸案だった『肉体の盛装』をやはり大映との提携で製作し、『偽れる盛装』と改題して完成させた。以降、大映と契約し作品製作が続いたが、1952年（昭和27年）、新藤監督の『原爆の子』の企画に大映が難色を示したため、同作を自主製作。これに主演した大映のスター女優乙羽信子も大映を退社し、近代映協の同人となった。同作は、1954年（昭和29年）に第8回カルロヴィ・ヴァリ国際映画祭平和賞、1956年（昭和31年）に第10回英国アカデミー賞国連平和賞をそれぞれ受賞している。これ以降は、大映や日活といった大手映画会社との契約で作品製作を続ける一方で、自主製作作品を新東宝や北星映画（のちの独立映画）などで配給するようになるが、資金面での苦闘が続いた。1954年（昭和29年）には松竹を退社した脚本家の長瀬喜伴も近代映協の同人となった。
1960年（昭和35年）、新藤が監督した『裸の島』は、資金難による同社の解散記念作品として企画・製作された作品であった。翌1961年（昭和36年）の第2回モスクワ国際映画祭で発表されるや、グランプリ獲得の前から各国の映画バイヤーの申し入れが相次ぎ、同作の上映権売却益によって会社設立以来の累積赤字が解消。興行的にも成功を収め、一転して会社の存続が決まった。
現在は、新藤兼人の息子の新藤次郎が社長を引継ぎ、テレビドラマも多数作っている。

## おもなフィルモグラフィ

### 映画
- 『戦火の果て』 : 監督吉村公三郎、配給大映、1950年
- 『偽れる盛装』 : 監督吉村公三郎、配給大映、1951年
- 『原爆の子』 : 監督新藤兼人、共同製作劇団民藝、配給北星、1952年
- 『縮図』 : 監督新藤兼人、配給新東宝、1953年
- 『慾望』 : 監督吉村公三郎、配給大映、1953年
- 『夜明け前』 : 監督吉村公三郎、共同製作劇団民藝、配給新東宝、1953年
- 『女の一生』 : 監督新藤兼人、配給新東宝、1953年
- 『村八分』 : 監督今泉善珠、共同製作現代ぷろだくしょん、配給北星、1953年
- 『足摺岬』 : 監督吉村公三郎、配給北星、1954年
- 『どぶ』 : 監督新藤兼人、配給新東宝、1954年
- 『若い人たち』 : 監督吉村公三郎、共同製作全銀連、配給新東宝、1954年
- 『狼』 : 監督新藤兼人、共同製作独立映画、1955年
- 『嫁ぐ日』 : 監督吉村公三郎、配給松竹、1956年
- 『女優』 : 監督新藤兼人、配給新東宝、1956年
- 『第五福竜丸』 : 監督新藤兼人、共同製作新世紀映画、配給大映、1959年

- 『裸の島』 : 監督新藤兼人、1960年
- 『人間』 : 監督新藤兼人、配給ATG、1962年
- 『母』 : 監督新藤兼人、1963年
- 『鬼婆』 : 監督新藤兼人、共同製作東京映画、配給東宝、1964年
- 『悪党』 : 監督新藤兼人、共同製作東京映画、配給東宝、1965年
- 『こころの山脈』 : 監督吉村公三郎、共同製作 本宮方式映画製作の会、配給東宝、1966年
- 『本能』 : 監督新藤兼人、配給松竹、1966年
- 『堕落する女』 : 監督吉村公三郎、配給松竹、1967年
- 『性の起原』 : 監督新藤兼人、配給松竹、1967年
- 『眠れる美女』 : 監督吉村公三郎、配給松竹、1968年
- 『藪の中の黒猫』 : 監督新藤兼人、共同製作日本映画新社、配給東宝、1968年
- 『かげろう』 : 監督新藤兼人、配給松竹、1969年

- 『触角』 : 監督新藤兼人、共同製作日本映画新社、配給東宝、1970年
- 『裸の十九才』 : 監督新藤兼人、配給東宝、1970年
- 『甘い秘密』 : 監督吉村公三郎、配給松竹、1971年
- 『鉄輪』 : 監督新藤兼人、配給ATG、1972年
- 『讃歌』 : 監督新藤兼人、共同製作・配給ATG、1972年
- 『混血児リカ』 : 監督吉村公三郎、共同製作オフィス203、配給東宝、1972年
- 『混血児リカ ハマぐれ子守唄』 : 監督吉村公三郎、共同製作オフィス203、配給東宝、1973年
- 『心』 : 監督新藤兼人、共同製作・配給ATG、1973年

- 『わが道』 : 監督新藤兼人、共同製作「わが道」製作実行委員会、1974年
- 『ある映画監督の生涯 溝口健二の記録』 : 監督新藤兼人、配給ATG、1975年
- 『二つのハーモニカ』：監督神山征二郎、共同製作・仙台教映社、1976年
- 『竹山ひとり旅』 : 監督新藤兼人、共同製作・配給ジャンジャン、1977年
- 『絞殺』 : 監督新藤兼人、配給ATG、1979年

- 『さくら隊散る』 : 監督新藤兼人、共同製作天恩山五百羅漢寺、配給独立映画センター、1988年
- 『濹東綺譚』 : 監督新藤兼人、配給東宝・ATG、1992年
- 『午後の遺言状』 : 監督新藤兼人、配給日本ヘラルド映画・ヘラルド・エース、1995年
- 『トキワ荘の青春』：製作協力作品、監督市川準、製作・配給カルチュア・パブリッシャーズ、1996年
- 『生きたい』 : 監督新藤兼人、配給日本ヘラルド映画、1999年
- 『アドレナリンドライブ』：監督矢口史靖、配給日本出版販売・ゼアリズエンタープライズ、1999年
- 『三文役者』 : 監督新藤兼人、共同配給東京テアトル、2000年
- 『群青の夜の羽毛布』 : 監督磯村一路、配給ギャガ・コミュニケーションズ、2002年
- 『ふくろう』 : 監督新藤兼人、共同製作・共同配給シネマ・クロッキオ、2004年
- 『雨鱒の川』 : 監督磯村一路、配給ミコット・エンド・バサラ、2004年
- 『サヨナラCOLOR』 : 監督竹中直人、配給ザジフィルムズ、2005年
- 『石内尋常高等小学校 花は散れども』 : 監督新藤兼人、配給シネカノン、2008年
- 『能登の花ヨメ』 : 監督白羽弥仁、配給ゼアリズエンタープライズ、2008年
- 『一枚のハガキ』 : 監督新藤兼人、配給東京テアトル、2011年　※新藤の遺作

### テレビ
- 『世界のおかあさん』（ドキュメンタリー番組） - 1978年、テレビ朝日他にて放送。日本ルーテル・アワーとの共同制作。全26話。

### ドラマ
- 『考古学者シリーズ』 テレビ朝日系「土曜ワイド劇場」脚本新藤兼人他、出演 愛川欽也 - 相田古志郎 役、1981年 - 1997年
- 『浅見光彦ミステリー』日本テレビ系「火曜サスペンス劇場」出演 乙羽信子 - 浅見雪江 役、1987年 - 1990年
- 『下町・銭湯騒動記』日本テレビ系「火曜サスペンス劇場」出演 泉ピン子 - 宝田香代子 役、2002年 - 2005年

### CM
- 『私たちの敵は無関心です』(公共広告機構) : 共同製作電通映画社、広告代理電通大阪支社、1981年

## 脚註
1. 1 2  “近代映画協会”. j-pitch. 2009年10月23日閲覧。
2. 1 2 3 4  公式ウェブサイトの「会社案内」ページを参照、2022年4月19日閲覧。
3. ↑  『占領終結前後の映画産業と大映の企業経営（下）』、立教大学
4. ↑  白井1996、p.79
5. ↑  吉村1998、p.61
6. ↑  新藤1980、p.18
7. ↑  新藤1980、p.237
8. ↑  山田和夫『日本映画の歴史と現代』新日本出版社、2003年8月。ISBN 4406030182。